# Det Forenede Rusland
Det forenede Rusland eller Forenet Rusland (russisk: Единая Россия, tr. Jedinaja Rossija) er et russisk politisk parti, der beskriver sig som et midterparti. Partiet blev stiftet den 1. december 2001 som Putins støtteparti.
I starten fungerede partiet kun som Putins støtteparti, der skulle sikre, at Putin vandt præsidentvalgene. Den 15. april 2008 accepterede Putin udnævnelsen som formand for partiet, skønt Putin aldrig har været medlem af selve partiet.
Partiet vil som udgangspunkt beholde en stærk og forenet stat med en stabil økonomi. Derudover vil partiet styrke Ruslands militær, holde styr på massemedierne og sidst men ikke mindst forbedre de generelle levevilkår og den offentlige velfærd.
Partiet er berygtet og beskyldt for udemokratiske fremgangsmåder og er blandt andet af Aleksej Navalnyj blevet beskyldt for at være "skurkenes og tyvenes parti" (russisk: партия жуликов и воров). Dette omfatter bl.a. forfølgelse af kritikere, forbud mod modstridende partier og Putins halvering af Kommunistpartiets indflydelse. Dog har partiet også samarbejdet meget med Kommunistpartiet.
Partiet fik 37 procent af stemmerne ved parlamentsvalget i 2003. Ved parlamentsvalget den 2. december 2007 kom fire partier ind i Statsdumaen. Det forenede Rusland fik 64,3 procent af stemmerne, imod kommunistpartiets 11,57, LDPR's 8,14 og Retfærdigt Ruslands 7,74 procent.